# Syrisch voetbalelftal (mannen)

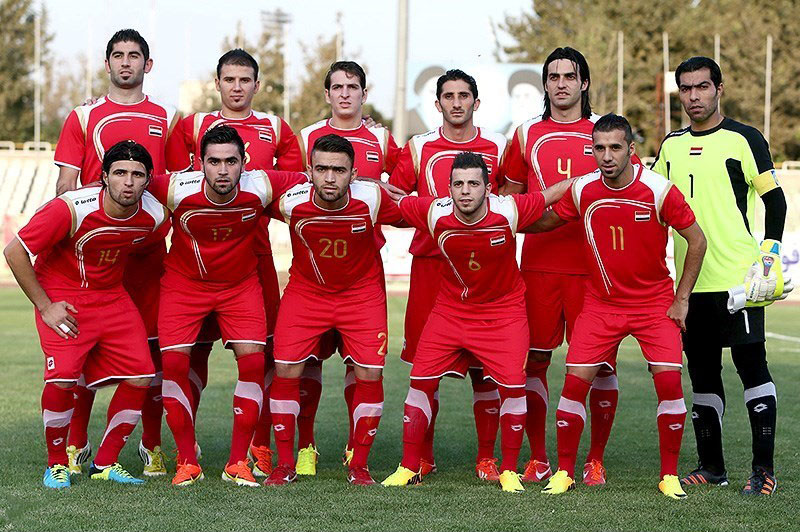
Syrisch elftal in 2015 in Teheran

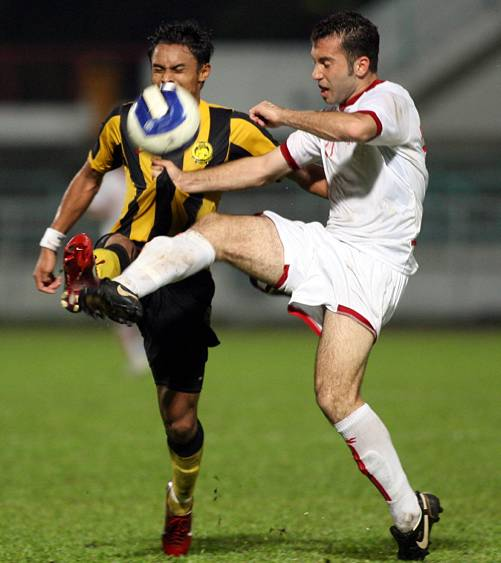
Maleisië-Syrië

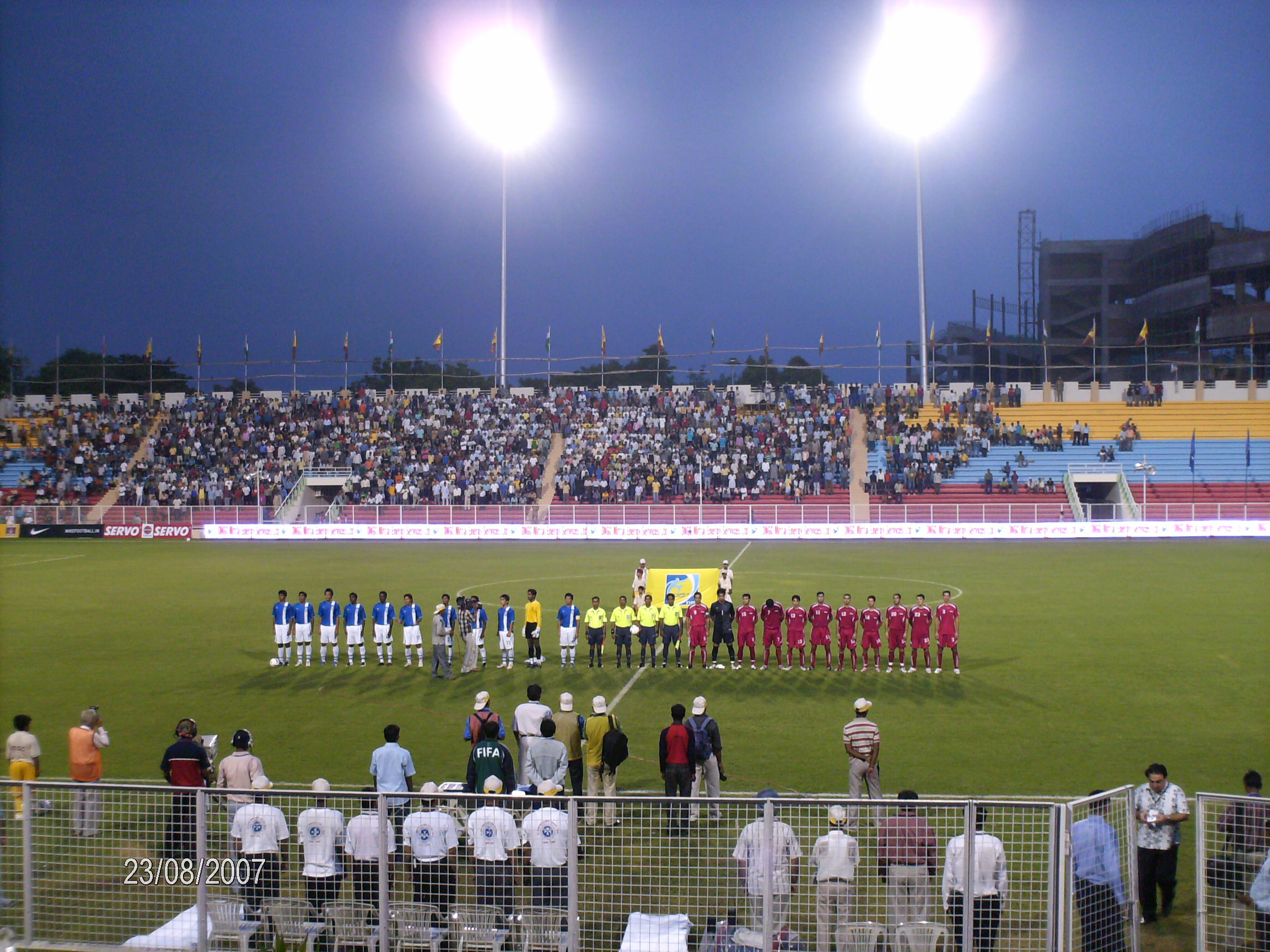
India - Syrië in 2007 tijdens de Nehru Cup

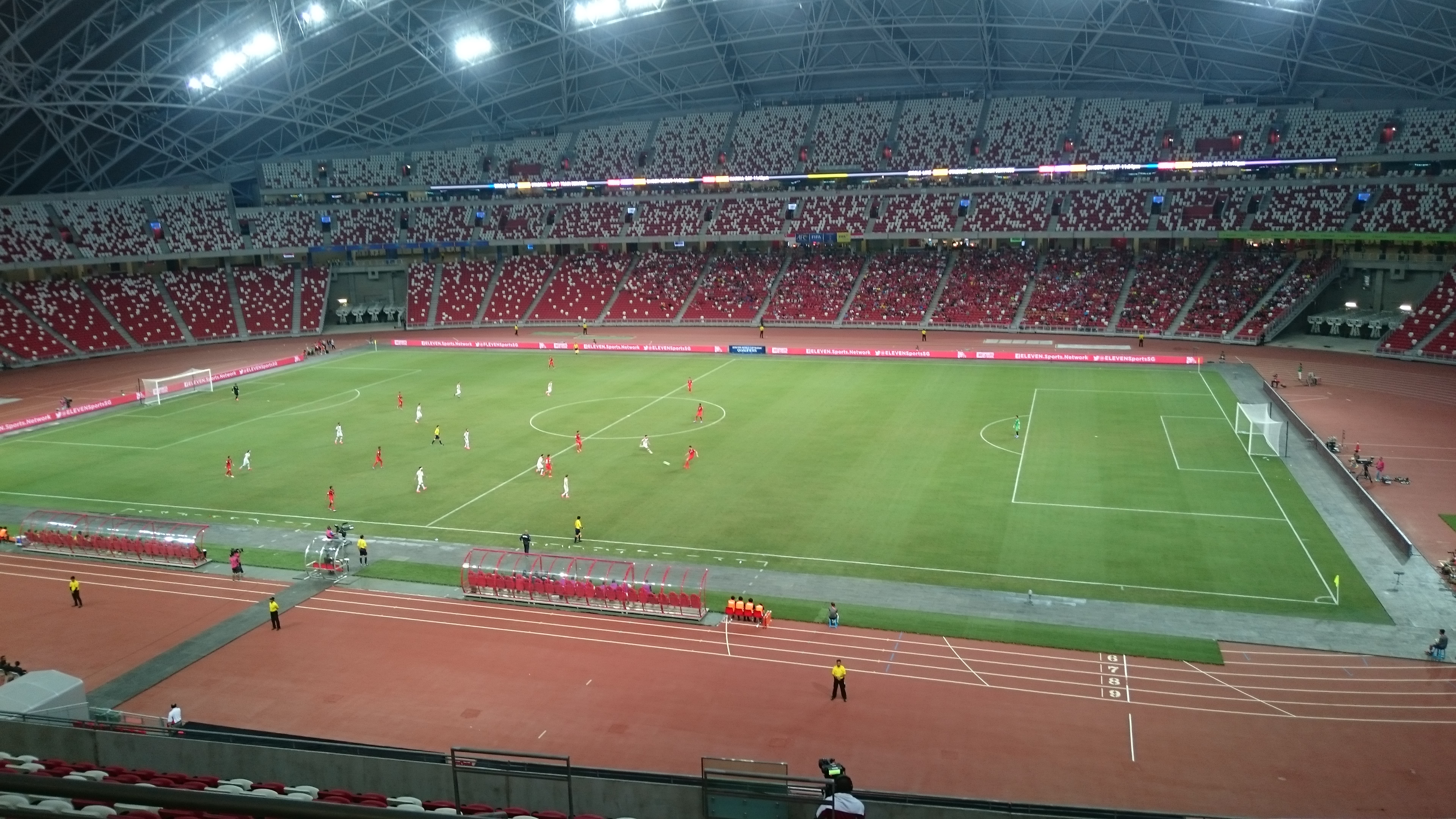
Het Syrisch elftal in Singapore

Het Syrisch voetbalelftal is een team van voetballers dat Syrië vertegenwoordigt bij internationale wedstrijden en competities, zoals de kwalificatiewedstrijden voor het Wereldkampioenschap voetbal en de Azië Cup.

## Geschiedenis
Op 19 april 1942 speelde Syrië zijn eerste interland tegen buurland Libanon en wonnen deze met 2-1. Tot in de jaren zestig was Syrië het enige Arabische land, dat kwalificatiewedstrijden speelde. Een succes werd het niet, Syrië verloor met 7-0 van Turkije en trok zich terug voor de return. Voor het WK van 1958 werd Syrië uitgeschakeld door Soedan. Voor het WK van 1966 was men ingedeeld in een groep met Spanje en Ierland, maar omdat Syrië zich solidair verklaarde met de Afrikaanse landen, die zich terugtrokken vanwege te weinig WK-plaatsen voor dat continent trok Syrië zich terug.
In 1980 deed Syrië voor het eerst mee aan een internationaal toernooi, het verving Iran als deelnemer aan de Olympische Spelen in Moskou. Het speelde gelijk tegen het Spaans olympisch team, maar van Oost-Duitsland en Algerije werd kansloos verloren (5-0 en 3-0). In hetzelfde jaar kwalificeerde zich voor de eerste keer voor de Aziatische Kampioenschappen. Het had genoeg aan een gelijkspel tegen Noord-Korea om de halve finale te halen, maar door een 2-1 nederlaag was de ploeg uitgeschakeld. Ook in 1984 en 1988 werd de eerste ronde niet overleefd. Voor het WK van 1986 was Syrië dichtbij kwalificatie voor het WK, ten koste van Koeweit en Bahrein plaatste het zich voor de beslissende Play-Off-ronde voor tegen Irak. Na een 0-0 gelijkspel in Damascus verloor Syrië de uitwedstrijd met 3-1.
De jaren daarna wist Syrië niet meer een finaleronde van een WK-kwalificatie toernooi te halen. Voor het WK van 1990 verloor Syrië met 5-4 van Saoedi-Arabië, in het kwalificatietoernooi voor het WK van 1994 bleef de ploeg ongeslagen, maar door een slechter doelsaldo eindigde het achter Iran. Voor het WK van 2002 scoorde Syrië 40 doelpunten in vijf wedstrijden, maar een 2-0 nederlaag tegen Oman brak de ploeg uiteindelijk op om de finaleronde te halen. Om het WK van 2014 te halen versloeg Syrië twee keer Tadzjikistan, maar omdat in beide wedstrijden een onreglementaire speler werd opgesteld werden beide wedstrijden omgezet in een 3-0 nederlaag. Voor het Aziatische kampioenschap wist het zich twee keer te plaatsen, maar zowel in 1996 als in 2011 werd de eerste ronde niet overleefd. In 2012 werd Syrië winnaar van het West-Aziatisch kampioenschap door Irak met 1–0 te verslaan. Ahmad Al Salih maakte in de 74e minuut de winnende goal.

#### WK 2018
Voor het WK van 2018 moest Syrië al zijn thuiswedstrijden buitenshuis spelen vanwege de aanhoudende Syrische Burgeroorlog. In de tweede ronde was Japan twee keer duidelijk te sterk (3-0 in Oman, 5-0 in Saitama). De andere zes wedstrijden werden gewonnen en omdat Syrië tot de beste landen hoorde die de tweede plaats in de Aziatische Zone haalde was Syrië geplaatst voor de finalepoule en voor het Aziatisch kampioenschap van 2019. Na zeven wedstrijden en nog drie wedstrijden te spelen moest Syrië een inhaalrace maken om nog in de race te blijven, de achterstand op nummer twee Zuid-Korea en nummer drie Oezbekistan was respectievelijk vijf en vier punten. De eerste landen plaatsen zich voor het WK, het derde land heeft nog een kans via twee play-offrondes. Na een gelijkspel tegen China en een zege op Qatar had het land aan een punt genoeg tegen het geplaatste Iran, Omar Al Somah werd held van het Syrische volk door in blessuretijd de gelijkmaker te scoren. In de play-offs bleef Syrië lang overeind tegen het favoriete Australisch voetbalelftal, na een 1-1 gelijkspel in Maleisië ging Syrië pas ver in blessuretijd onderuit in Sydney: 2-1 in de 109e minuut.

## Deelname aan internationale toernooien

### Wereldkampioenschap
| Wereldkampioenschap voetbal overzicht | Wereldkampioenschap voetbal overzicht | Wereldkampioenschap voetbal overzicht | Wereldkampioenschap voetbal overzicht | Wereldkampioenschap voetbal overzicht | Wereldkampioenschap voetbal overzicht | Wereldkampioenschap voetbal overzicht | Wereldkampioenschap voetbal overzicht | Wereldkampioenschap voetbal overzicht |
| Jaar                                  | Ronde                                 | Wed.                                  | W                                     | G                                     | V                                     | DV                                    | DT                                    |                                       |
| ------------------------------------- | ------------------------------------- | ------------------------------------- | ------------------------------------- | ------------------------------------- | ------------------------------------- | ------------------------------------- | ------------------------------------- | ------------------------------------- |
| 1950                                  | Niet gekwalificeerd                   | Niet gekwalificeerd                   | Niet gekwalificeerd                   | Niet gekwalificeerd                   | Niet gekwalificeerd                   | Niet gekwalificeerd                   | Niet gekwalificeerd                   |                                       |
| 1954                                  | Geen deelname                         | Geen deelname                         | Geen deelname                         | Geen deelname                         | Geen deelname                         | Geen deelname                         | Geen deelname                         |                                       |
| 1958                                  | Niet gekwalificeerd                   | Niet gekwalificeerd                   | Niet gekwalificeerd                   | Niet gekwalificeerd                   | Niet gekwalificeerd                   | Niet gekwalificeerd                   | Niet gekwalificeerd                   |                                       |
| 1962                                  | Geen deelname                         | Geen deelname                         | Geen deelname                         | Geen deelname                         | Geen deelname                         | Geen deelname                         | Geen deelname                         |                                       |
| 1966                                  | Teruggetrokken                        | Teruggetrokken                        | Teruggetrokken                        | Teruggetrokken                        | Teruggetrokken                        | Teruggetrokken                        | Teruggetrokken                        |                                       |
| 1970                                  | Geen deelname                         | Geen deelname                         | Geen deelname                         | Geen deelname                         | Geen deelname                         | Geen deelname                         | Geen deelname                         |                                       |
| 1974                                  | Niet gekwalificeerd                   | Niet gekwalificeerd                   | Niet gekwalificeerd                   | Niet gekwalificeerd                   | Niet gekwalificeerd                   | Niet gekwalificeerd                   | Niet gekwalificeerd                   |                                       |
| 1978                                  | Niet gekwalificeerd                   | Niet gekwalificeerd                   | Niet gekwalificeerd                   | Niet gekwalificeerd                   | Niet gekwalificeerd                   | Niet gekwalificeerd                   | Niet gekwalificeerd                   |                                       |
| 1982                                  | Niet gekwalificeerd                   | Niet gekwalificeerd                   | Niet gekwalificeerd                   | Niet gekwalificeerd                   | Niet gekwalificeerd                   | Niet gekwalificeerd                   | Niet gekwalificeerd                   |                                       |
| 1986                                  | Niet gekwalificeerd                   | Niet gekwalificeerd                   | Niet gekwalificeerd                   | Niet gekwalificeerd                   | Niet gekwalificeerd                   | Niet gekwalificeerd                   | Niet gekwalificeerd                   |                                       |
| 1990                                  | Niet gekwalificeerd                   | Niet gekwalificeerd                   | Niet gekwalificeerd                   | Niet gekwalificeerd                   | Niet gekwalificeerd                   | Niet gekwalificeerd                   | Niet gekwalificeerd                   |                                       |
| 1994                                  | Niet gekwalificeerd                   | Niet gekwalificeerd                   | Niet gekwalificeerd                   | Niet gekwalificeerd                   | Niet gekwalificeerd                   | Niet gekwalificeerd                   | Niet gekwalificeerd                   |                                       |
| 1998                                  | Niet gekwalificeerd                   | Niet gekwalificeerd                   | Niet gekwalificeerd                   | Niet gekwalificeerd                   | Niet gekwalificeerd                   | Niet gekwalificeerd                   | Niet gekwalificeerd                   |                                       |
| 2002                                  | Niet gekwalificeerd                   | Niet gekwalificeerd                   | Niet gekwalificeerd                   | Niet gekwalificeerd                   | Niet gekwalificeerd                   | Niet gekwalificeerd                   | Niet gekwalificeerd                   |                                       |
| 2006                                  | Niet gekwalificeerd                   | Niet gekwalificeerd                   | Niet gekwalificeerd                   | Niet gekwalificeerd                   | Niet gekwalificeerd                   | Niet gekwalificeerd                   | Niet gekwalificeerd                   |                                       |
| 2010                                  | Niet gekwalificeerd                   | Niet gekwalificeerd                   | Niet gekwalificeerd                   | Niet gekwalificeerd                   | Niet gekwalificeerd                   | Niet gekwalificeerd                   | Niet gekwalificeerd                   |                                       |
| 2014                                  | Gediskwalificeerd                     | Gediskwalificeerd                     | Gediskwalificeerd                     | Gediskwalificeerd                     | Gediskwalificeerd                     | Gediskwalificeerd                     | Gediskwalificeerd                     |                                       |
| 2018                                  | Niet gekwalificeerd                   | Niet gekwalificeerd                   | Niet gekwalificeerd                   | Niet gekwalificeerd                   | Niet gekwalificeerd                   | Niet gekwalificeerd                   | Niet gekwalificeerd                   |                                       |
| 2022                                  | Niet gekwalificeerd                   | Niet gekwalificeerd                   | Niet gekwalificeerd                   | Niet gekwalificeerd                   | Niet gekwalificeerd                   | Niet gekwalificeerd                   | Niet gekwalificeerd                   |                                       |
| 2026                                  | Niet gekwalificeerd                   | Niet gekwalificeerd                   | Niet gekwalificeerd                   | Niet gekwalificeerd                   | Niet gekwalificeerd                   | Niet gekwalificeerd                   | Niet gekwalificeerd                   |                                       |

### Azië Cup
| 1972 | Niet gekwalificeerd | Niet gekwalificeerd | Niet gekwalificeerd | Niet gekwalificeerd | Niet gekwalificeerd | Niet gekwalificeerd | Niet gekwalificeerd | Niet gekwalificeerd |
| 1976 | Teruggetrokken      | Teruggetrokken      | Teruggetrokken      | Teruggetrokken      | Teruggetrokken      | Teruggetrokken      | Teruggetrokken      | Teruggetrokken      |
| 1980 | Groepsfase          | 4                   | 2                   | 1                   | 1                   | 3                   | 2                   | (kwal.)             |
| 1984 | Groepsfase          | 4                   | 1                   | 1                   | 2                   | 3                   | 5                   | (kwal.)             |
| 1988 | Groepsfase          | 4                   | 2                   | 0                   | 2                   | 2                   | 5                   | (kwal.)             |
| 1992 | Niet gekwalificeerd | Niet gekwalificeerd | Niet gekwalificeerd | Niet gekwalificeerd | Niet gekwalificeerd | Niet gekwalificeerd | Niet gekwalificeerd | Niet gekwalificeerd |
| 1996 | Groepsfase          | 3                   | 1                   | 0                   | 2                   | 3                   | 6                   | (kwal.)             |
| 2000 | Niet gekwalificeerd | Niet gekwalificeerd | Niet gekwalificeerd | Niet gekwalificeerd | Niet gekwalificeerd | Niet gekwalificeerd | Niet gekwalificeerd | Niet gekwalificeerd |
| 2004 | Niet gekwalificeerd | Niet gekwalificeerd | Niet gekwalificeerd | Niet gekwalificeerd | Niet gekwalificeerd | Niet gekwalificeerd | Niet gekwalificeerd | Niet gekwalificeerd |
| 2007 | Niet gekwalificeerd | Niet gekwalificeerd | Niet gekwalificeerd | Niet gekwalificeerd | Niet gekwalificeerd | Niet gekwalificeerd | Niet gekwalificeerd | Niet gekwalificeerd |
| 2011 | Groepsfase          | 3                   | 1                   | 0                   | 2                   | 4                   | 5                   | (kwal.)             |
| 2015 | Niet gekwalificeerd | Niet gekwalificeerd | Niet gekwalificeerd | Niet gekwalificeerd | Niet gekwalificeerd | Niet gekwalificeerd | Niet gekwalificeerd | Niet gekwalificeerd |
| 2019 | Groepsfase          | 3                   | 0                   | 1                   | 2                   | 2                   | 5                   | (Kwal.)             |
| 2023 | Achtste finale      | 4                   | 1                   | 2                   | 1                   | 2                   | 2                   | (Kwal.)             |

### West-Azië Cup
| West-Azië Cup overzicht | West-Azië Cup overzicht | West-Azië Cup overzicht | West-Azië Cup overzicht | West-Azië Cup overzicht | West-Azië Cup overzicht | West-Azië Cup overzicht | West-Azië Cup overzicht | West-Azië Cup overzicht |
| Jaar                    | Ronde                   | Wed.                    | W                       | G                       | V                       | DV                      | DT                      |                         |
| ----------------------- | ----------------------- | ----------------------- | ----------------------- | ----------------------- | ----------------------- | ----------------------- | ----------------------- | ----------------------- |
| 2000                    | Tweede                  | 5                       | 2                       | 1                       | 2                       | 5                       | 2                       |                         |
| 2002                    | Vierde                  | 4                       | 1                       | 1                       | 2                       | 5                       | 6                       |                         |
| 2004                    | Tweede                  | 4                       | 1                       | 1                       | 2                       | 5                       | 6                       |                         |
| 2007                    | Halve finale            | 3                       | 2                       | 0                       | 1                       | 2                       | 3                       |                         |
| 2008                    | Halve finale            | 3                       | 1                       | 1                       | 1                       | 2                       | 3                       |                         |
| 2010                    | Groepsfase              | 2                       | 0                       | 1                       | 1                       | 2                       | 3                       |                         |
| 2012                    | Kampioen                | 4                       | 2                       | 2                       | 0                       | 5                       | 3                       |                         |
| 2014                    | Teruggetrokken          | Teruggetrokken          | Teruggetrokken          | Teruggetrokken          | Teruggetrokken          | Teruggetrokken          | Teruggetrokken          | Teruggetrokken          |
| 2019                    | Groepsfase              | 4                       | 0                       | 2                       | 2                       | 5                       | 7                       |                         |

### Arab Nations Cup
| Palestina Cup overzicht    | Palestina Cup overzicht | Palestina Cup overzicht | Palestina Cup overzicht | Palestina Cup overzicht | Palestina Cup overzicht | Palestina Cup overzicht | Palestina Cup overzicht | Palestina Cup overzicht |
| Jaar                       | Ronde                   | Wed.                    | W                       | G                       | V                       | DV                      | DT                      |                         |
| -------------------------- | ----------------------- | ----------------------- | ----------------------- | ----------------------- | ----------------------- | ----------------------- | ----------------------- | ----------------------- |
| 1972                       | Vierde                  | 6                       | 4                       | 0                       | 2                       | 11                      | 10                      |                         |
| 1973                       | Tweede                  | 6                       | 2                       | 2                       | 2                       | ?                       | ?                       |                         |
| 1975                       | Vierde                  | 4                       | 1                       | 0                       | 2                       | 3                       | 8                       |                         |
| Arab Nations Cup overzicht |                         |                         |                         |                         |                         |                         |                         |                         |
| Jaar                       | Ronde                   | Wed.                    | W                       | G                       | V                       | DV                      | DT                      |                         |
| 1963                       | Tweede                  | 4                       | 3                       | 0                       | 1                       | 9                       | 4                       |                         |
| 1964                       | Geen deelname           | Geen deelname           | Geen deelname           | Geen deelname           | Geen deelname           | Geen deelname           | Geen deelname           |                         |
| 1966                       | Tweede                  | 5                       | 3                       | 1                       | 1                       | 9                       | 4                       |                         |
| 1985                       | Geen deelname           | Geen deelname           | Geen deelname           | Geen deelname           | Geen deelname           | Geen deelname           | Geen deelname           |                         |
| 1988                       | Tweede                  | 6                       | 2                       | 2                       | 2                       | 5                       | 5                       |                         |
| 1992                       | Vierde                  | 4                       | 0                       | 3                       | 1                       | 2                       | 3                       |                         |
| 1998                       | Groepsfase              | 2                       | 0                       | 0                       | 2                       | 1                       | 6                       |                         |
| 2002                       | Groepsfase              | 4                       | 2                       | 0                       | 2                       | 8                       | 6                       |                         |
| 2012                       | Geen deelname           | Geen deelname           | Geen deelname           | Geen deelname           | Geen deelname           | Geen deelname           | Geen deelname           |                         |
| FIFA Arab Cup overzicht    |                         |                         |                         |                         |                         |                         |                         |                         |
| 2021                       | Groepsfase              | 3                       | 1                       | 0                       | 2                       | 4                       | 5                       |                         |

## FIFA-wereldranglijst[1]
| 1993 | 1994 | 1995 | 1996 | 1997 | 1998 | 1999 | 2000 | 2001 | 2002 | 2003 | 2004 | 2005 | 2006 | 2007 | 2008 | 2009 | 2010 | 2011 | 2012 | 2013 | 2014 | 2015 | 2016 | 2017 | 2018 |
| ---- | ---- | ---- | ---- | ---- | ---- | ---- | ---- | ---- | ---- | ---- | ---- | ---- | ---- | ---- | ---- | ---- | ---- | ---- | ---- | ---- | ---- | ---- | ---- | ---- | ---- |
| 82   | 105  | 136  | 115  | 98   | 84   | 109  | 100  | 90   | 91   | 85   | 85   | 98   | 112  | 107  | 105  | 91   | 107  | 114  | 143  | 129  | 151  | 125  | 96   | 77   | 74   |

SFA · A-internationals · Syrisch vrouwenelftal
1940 - 1949 · 
1950 - 1959 · 
1960 - 1969 · 
1970 - 1979 · 
1980 - 1989 · 
1990 - 1999 · 
2000 – 2009 · 
2010 – 2019 ·
2020 − 2029
Afghanistan ·
Algerije ·
Australië ·
Bahrein ·
Bangladesh ·
Cambodja ·
China ·
Cyprus ·
Egypte ·
Filipijnen ·
Griekenland ·
Guam ·
Haïti ·
Hongkong ·
India ·
Indonesië ·
Irak ·
Iran ·
Japan ·
Jemen ·
Jordanië ·
Kazachstan ·
Kirgizië ·
Koeweit ·
Laos ·
Libanon ·
Libië ·
Malediven ·
Maleisië ·
Marokko ·
Mauritanië ·
Mauritius ·
Myanmar ·
Nepal ·
Noord-Korea ·
Oezbekistan ·
Oman ·
Pakistan ·
Palestina ·
Qatar ·
Rusland ·
San Marino ·
Saoedi-Arabië ·
Singapore ·
Soedan ·
Sovjet-Unie ·
Sri Lanka ·
Tadzjikistan ·
Taiwan ·
Thailand ·
Tunesië ·
Turkije ·
Turkmenistan ·
Venezuela ·
Verenigde Arabische Emiraten ·
Vietnam ·
Wit-Rusland ·
Zuid-Jemen ·
Zuid-Korea ·
Zweden